# Juan Manuel Rojo Alaminos
Juan Manuel Rojo Alaminos (Sevilla, 6 de gener de 1943) és un científic i polític espanyol, acadèmic de la Reial Acadèmia de Ciències Exactes, Físiques i Naturals

## Trajectòria científica
Després de cursar el batxillerat a l'Institut Ramiro de Maeztu de Madrid, va estudiar a la Universitat Complutense de Madrid i a la Universitat de Cambridge (Regne Unit), doctorant-se en Ciències Físiques el 1969. De 1971 a 1981 va ser Professor Agregat a la Universitat Autònoma de Madrid on va fundar i dirigir el Laboratori de Física de Superfícies. Des de 1982 és Catedràtic de Física d'Estat Sòlid en la Universitat Complutense de Madrid on va crear i és actualment director del Grup de Ciència de Superfícies.
La seva recerca s'ha centrat en els camps de la física de la matèria condensada, física de materials i física de superfícies. En relació amb aquesta recerca ha escrit dos llibres i realitzat múltiples publicacions. També ha pronunciat nombroses conferències per invitació i dirigit nou tesis doctorals. Ha tingut estades com a visitant científic al Centre d'Estudis Nuclears de Saclay (França) i a la Universitat de Berkeley (USA)
De 1983 a 1984 fou director del gabinet d'estudis del Comissió Assessora d'Investigació Científica i Tècnica. En el període 1985-1992, coincidint amb la presència al govern del seu company de departament Javier Solana, va ser Secretari d'Estat d'Universitats i Recerca del Govern d'Espanya, i en aquesta qualitat va representar Espanya al Consell de Ministres de Recerca de la Unió Europea. Durant el seu mandat es va aprovar i desenvolupar el 1r Pla Nacional de Recerca R+D (1987) i es va crear l'Agència Nacional d'Avaluació i Prospectiva del personal universitari i investigador del CSIC (1986). El 1996 va presidir el Centre de Recerca Comuna (JRC), el programa científic COST i el Programa de Fusió Nuclear de la Comissió Europea. De 1999 a 2002 ha presidit el Comitè de Ciències i Enginyeria (PESC) de l'European Science Foundation.
Ha rebut la Gran Creu de l'Orde d'Alfons X el Savi), és oficial de l'Orde de les Palmes Acadèmiquesde França i el grau de Gran Oficial de l'Orde al Mèrit de la República Italiana, així com la Medalla de la Reial Societat Espanyola de Física. En 2011 fou escollit acadèmic Numerari de la Reial Acadèmia de Ciències Exactes, Físiques i Naturals. Va ingressar en 2013 amb el discurs Las fronteras de la materia: el discreto encanto de las superficies.

## Obres
- Física de los materiales magnéticos amb Antonio Hernando Grande, Síntesis, 2001. ISBN 84-7738-857-1
- La física: hablando con Juan Rojo Acento Editorial, 1994. ISBN 84-483-0060-2